# Mareil-Marly
Mareil-Marly és un municipi francès, situat al departament d'Yvelines i a la regió de Illa de França. L'any 2007 tenia 3.468 habitants.
Forma part del cantó de Saint-Germain-en-Laye, del districte de Saint-Germain-en-Laye i de la Comunitat d'aglomeració Saint Germain Boucles de Seine.

## Demografia

### Població
El 2007 la població de fet de Mareil-Marly era de 3.468 persones. Hi havia 1.212 famílies, de les quals 236 eren unipersonals (88 homes vivint sols i 148 dones vivint soles), 368 parelles sense fills, 528 parelles amb fills i 80 famílies monoparentals amb fills.
La població ha evolucionat segons el següent gràfic:
Habitants censats

### Habitatges
El 2007 hi havia 1.311 habitatges, 1.227 eren l'habitatge principal de la família, 20 eren segones residències i 64 estaven desocupats. 940 eren cases i 357 eren apartaments. Dels 1.227 habitatges principals, 1.034 estaven ocupats pels seus propietaris, 159 estaven llogats i ocupats pels llogaters i 34 estaven cedits a títol gratuït; 38 tenien una cambra, 49 en tenien dues, 157 en tenien tres, 223 en tenien quatre i 760 en tenien cinc o més. 1.082 habitatges disposaven pel capbaix d'una plaça de pàrquing. A 514 habitatges hi havia un automòbil i a 645 n'hi havia dos o més.

### Piràmide de població
La piràmide de població per edats i sexe el 2009 era:
| Homes | Edats   | Dones |
| ----- | ------- | ----- |
| 0     | 95 o +  | 0     |
| 4     | 90 a 94 | 16    |
| 4     | 85 a 89 | 20    |
| 4     | 80 a 84 | 20    |
| 64    | 75 a 79 | 36    |
| 64    | 70 a 74 | 36    |
| 108   | 65 a 69 | 120   |
| 88    | 60 a 64 | 88    |
| 108   | 55 a 59 | 124   |
| 148   | 50 a 54 | 148   |
| 88    | 45 a 49 | 108   |
| 136   | 40 a 44 | 140   |
| 92    | 35 a 39 | 116   |
| 64    | 30 a 34 | 80    |
| 52    | 25 a 29 | 52    |
| 72    | 20 a 24 | 64    |
| 136   | 15 a 19 | 128   |
| 148   | 10 a 14 | 156   |
| 140   | 5 a 9   | 92    |
| 120   | 0 a 4   | 56    |

## Economia
El 2007 la població en edat de treballar era de 2.127 persones, 1.357 eren actives i 770 eren inactives. De les 1.357 persones actives 1.267 estaven ocupades (707 homes i 560 dones) i 90 estaven aturades (38 homes i 52 dones). De les 770 persones inactives 120 estaven jubilades, 342 estaven estudiant i 308 estaven classificades com a «altres inactius».

### Ingressos
El 2009 a Mareil-Marly hi havia 1.198 unitats fiscals que integraven 3.527,5 persones, la mediana anual d'ingressos fiscals per persona era de 38.095 €.

### Activitats econòmiques
Dels 182 establiments que hi havia el 2007, 5 eren d'empreses alimentàries, 1 d'una empresa de fabricació de material elèctric, 4 d'empreses de fabricació d'altres productes industrials, 17 d'empreses de construcció, 21 d'empreses de comerç i reparació d'automòbils, 9 d'empreses de transport, 1 d'una empresa d'hostatgeria i restauració, 8 d'empreses d'informació i comunicació, 12 d'empreses financeres, 19 d'empreses immobiliàries, 57 d'empreses de serveis, 21 d'entitats de l'administració pública i 7 d'empreses classificades com a «altres activitats de serveis».
Dels 29 establiments de servei als particulars que hi havia el 2009, 1 era una oficina de correu, 1 una oficina bancària, 4 tallers de reparació d'automòbils i de material agrícola, 1 paleta, 3 guixaires pintors, 4 fusteries, 2 lampisteries, 3 electricistes, 1 empresa de construcció, 2 perruqueries, 1 restaurant, 5 agències immobiliàries i 1 tintoreria.
Dels 8 establiments comercials que hi havia el 2009, 1 era un hipermercat, 1 una botiga de més de 120 m², 4 fleques, 1 una fleca i 1 una botiga de roba.

## Equipaments sanitaris i escolars
L'únic equipament sanitari que hi havia el 2009 era una farmàcia.
El 2009 hi havia 1 escola maternal i 1 escola elemental.

## Poblacions més properes
El següent diagrama mostra les poblacions més properes.